# Габријел Лундберг
Габријел Ифеањи Лундберг (енгл. Gabriel Ifeanyi Lundberg; Копенхаген, 4. децембар 1994), познатији као Ифе Лундберг (енгл. Iffe Lundberg), дански је кошаркаш нигеријског порекла. Покрива позиције плејмејкера и бека, а тренутно наступа за Партизан. 
Бројни дански медији га сматрају најбољим кошаркашем Данске у 21. веку.

## Каријера
Ифе Габријел Лундберг је у августу 2024. године потписао за Партизан.

## Успеси

### Клупски
- Канаријас:
  - Интерконтинентални куп (1): 2020.
- Зјелона Гора:
  - Куп Пољске (1): 2021.
  - Суперкуп Пољске (1): 2020.
- ЦСКА Москва:
  - ВТБ јунајтед лига (1): 2020/21.
  - Суперкуп ВТБ јунајтед лиге (1): 2021.
- Виртус Болоња:
  - Суперкуп Италије (2): 2022, 2023.
- Партизан:
  - Јадранска лига (1): 2024/25.

### Појединачни
- Шести играч године Првенства Италије (1): 2023/24.
- Новајлија године ВТБ јунајтед лиге (1): 2020/21.
- Најкориснији играч финала Купа Пољске (1): 2021.

## Статистика

### НБА
| Сезона   | Екипа        | ОУ | СУ | МПУ  | ПШ%  | 3П%  | СБ% | СПУ | АПУ | УПУ | БПУ | ППУ |
| -------- | ------------ | -- | -- | ---- | ---- | ---- | --- | --- | --- | --- | --- | --- |
| 2021/22. | Финикс санси | 4  | 0  | 11.0 | .263 | .375 | —   | 1.8 | 2.8 | .8  | .0  | 3.3 |
| Укупно   | Укупно       | 4  | 0  | 11.0 | .263 | .375 | —   | 1.8 | 2.8 | .8  | .0  | 3.3 |

### Евролига
| Сезона   | Екипа         | ОУ  | СУ | МПУ  | ПШ%  | 3П%  | СБ%  | СПУ | АПУ | УПУ | БПУ | ППУ  | ИПУ  |
| -------- | ------------- | --- | -- | ---- | ---- | ---- | ---- | --- | --- | --- | --- | ---- | ---- |
| 2020/21. | ЦСКА Москва   | 15  | 2  | 20.1 | .564 | .436 | .583 | 2.5 | 2.2 | .9  | .0  | 11.3 | 11.6 |
| 2021/22. | ЦСКА Москва   | 24  | 16 | 21.1 | .446 | .333 | .833 | 2.4 | 2.0 | .9  | .1  | 9.1  | 8.0  |
| 2022/23. | Виртус Болоња | 29  | 22 | 20.6 | .433 | .297 | .860 | 2.2 | 2.0 | .7  | .0  | 11.4 | 10.2 |
| 2023/24. | Виртус Болоња | 35  | 1  | 19.3 | .447 | .336 | .729 | 2.1 | 2.0 | .6  | .0  | 9.4  | 8.5  |
| Укупно   | Укупно        | 103 | 41 | 20.2 | .461 | .342 | .767 | 2.2 | 2.0 | .7  | .0  | 9.2  | 8.8  |